# Dziećmiarowice
Dziećmiarowice – wieś w Polsce położona w województwie lubuskim, w powiecie żagańskim, w gminie Szprotawa.
W latach 1975–1998 miejscowość administracyjnie należała do województwa zielonogórskiego.
Miejscowość ta położona jest w południowej części gminy Szprotawa, na trasie Szprotawa – Bolesławiec – Jelenia Góra. Ogólna powierzchnia wsi wynosi 450,33 ha tj. 4,50 km², zamieszkała przez 261 mieszkańców (2009 rok), przy gęstości zaludnienia wynoszącej 58 osób/km².
Wieś Dziećmiarowice posiada prawie pełne wyposażenie infrastrukturalne takie jak: oświetlenie uliczne, wodociąg, kanalizację oraz stosunkowo dobre drogi komunikacyjne. W przyszłości rozważa się możliwość gazyfikacji wsi.
Wieś położona na prawym brzegu pradoliny rzeki Bóbr, granicząca z Borami Dolnośląskimi, łąki zalewowe i wyżłobienia, zniszczony poniemiecki jaz na rzece Bóbr. W roku 2006 wydano decyzję o środowiskowych uwarunkowaniach przedsięwzięcia polegającego na wykonaniu Małej Elektrowni Wodnej na stopniu hydroenergetycznym Dziećmiarowice w km 103 + 050 rzeki Bóbr, Gmina Szprotawa - już ukończona.
Dziećmiarowice graniczą z Wiechlicami, gdzie znajduje się stare nieczynne lotnisko wojskowe (najpierw niemieckie do 1945 roku, potem radzieckie od 1945 do 1992 roku).
Dziećmiarowice, wcześniejsza niemiecka nazwa wsi do roku 1945 to Dittersdorf (Schlesien, Kreis Sprottau); w 1939 roku 277 mieszkańców.